# Пол Грінгард
По́л Грі́нгард (англ. Paul Greengard); 11 грудня 1925, Нью-Йорк, США — 13 квітня 2019, Нью-Йорк, США) — американський вчений, нейробіолог, лауреат Нобелівської премії з фізіології і медицині 2000 року «За відкриття механізму дії дофаміну та інших нейромедіаторів». Професор Рокфеллерівського університету. Відомий своїми роботами з молекулярної біології і клітинного функціонування нейронів.

## Біографія
Пол Грінгард народився у Нью-Йорку в єврейській сім'ї (предки по батьківській лінії походили з Кенігсбергу в Східній Пруссії, по материнській — з Російської імперії). Його мати померла при пологах і з раннього дитинства, після другого одруження батька, він виховувався в єпископальних традиціях.
Під час Другої світової війни 3 роки прослужив в армії техніком-електронщиком. Працював у групі при Массачусетському технологічному інституті, яка займалася приладами раннього оповіщення, спрямованого проти атак японських льотчиків-камікадзе. Після війни закінчив Хамілтонівский коледж (Клінтон (Нью Йорк)) в 1948, здобув ступінь бакалавра з математики та фізики і зацікавився біофізикою. Грінгард робив дисертаційну роботу в лабораторії Халдана Кеффера Хартлайна (лауреата Нобелівської премії з медицини 1967 року) в університеті Джонса Хопкінса (Балтимор), де слухав лекції Алана Ходжкіна (лауреата Нобелівської премії з медицини 1963 року).
Після здобуття ступеня доктора філософії Грінгард провів близько 6 років (1953—1959) в різних університетах Великої Британії (Університет Лондона, Кембриджський університет, Національний інститут медичних досліджень) і США (Національний інститут здоров'я). У 1961—1970 працював професором фармакології в Медичному коледжі Альберта Ейнштейна, в 1968—1983 був професором фармакології і психіатрії Єльського університету. З 1983 року до смерті працював професором Рокфеллерівського університету.
На отриману з Нобелівської премії грошову суму (близько 400 тисяч доларів) Пол Грінгард заснував щорічну премію імені Перл Мейстер Грінгард (в пам'ять матері вченого) в 50 тисяч доларів для нагородження видатних досягнень жінок у галузі біомедичних досліджень.
Помер у віці 93 років у Нью-Йорку.